# ديف بيرسون (لاعب كرة قدم أمريكية)
ديف بيرسون (بالإنجليزية: Dave Pearson)‏ هو لاعب كرة قدم أمريكية أمريكي، ولد في 29 مارس 1981.

## وصلات خارجية
- ديف بيرسون على موقع مرجع كرة القدم المحترفة.كوم (الإنجليزية)